# Frank Christopher
Frank Christopher (* vor 1965) ist ein US-amerikanischer Filmproduzent, Filmregisseur, Drehbuchautor und Filmeditor von Dokumentarfilmen.

## Karriere
Frank Christopher begann 1980 in der Filmbranche zu arbeiten; sein Regiedebüt war der Dokumentarfilm The Whales That Wouldn’t Die, bei dem er auch für den Schnitt verantwortlich war. Für seinen Dokumentarfilm In the Name of the People, einem Film über Guerillakämpfer in Zentralamerika, reiste er 1982 mit Alex W. Drehsler sowie einem Kameramann und Tontechniker von Honduras nach El Salvador, um unter anderem einer Gruppe von Guerrillas in Chalatenango zu treffen und mit ihnen fünf Wochen durchs Land zu reisen. Für seine Beteiligung erhielt er bei der Oscarverleihung 1985 eine Oscarnominierung in der Kategorie „Bester Dokumentarfilm“. Die Auszeichnung nahmen aber Rob Epstein und Richard Schmiechen für The Times of Harvey Milk entgegen.
Im Anschluss produzierte Christopher weitere Dokumentarfilm wie 1999 Fei Hu: The Story of the Flying Tigers, der sich mit dem Thema kurz vor dem Eintritt der amerikanischen Truppen in den Zweiten Weltkrieg beschäftigt, 2003 Nat Turner: A Troublesome Property über Nat Turner und den Sklavenaufstand, wobei Charles Burnett Regie führte und 2017 A Time to Heal über die Aus- und Nachwirkung des Vietnamkriegs.

## Filmografie (Auswahl)
- 1980: The Whales That Wouldn’t Die
- 1985: In the Name of the People
- 1987: In the Shadow of the Law
- 1999: Fei Hu: The Story of the Flying Tigers
- 2017: A Time to Heal